# Puerto López (canton)
Pour les articles homonymes, voir Puerto López.
Puerto López est un canton d'Équateur situé dans la province de Manabí. Son chef-lieu est la ville côtière de Puerto López.